# Liste der Kulturdenkmale in Cardona
In der Liste der Kulturdenkmale in Cardona sind alle 32 Kulturdenkmale der spanischen Stadt Cardona aufgeführt.

## Liste
| Bild                                    | Bezeichnung                             | Lage  | Beschreibung | Bauzeit                 | Eingetragen seit | Denkmal- nummer |
| --------------------------------------- | --------------------------------------- | ----- | ------------ | ----------------------- | ---------------- | --------------- |
| Pont del Diable                         | Pont del Diable                         | Karte |              | 15. Jahrhundert         |                  |                 |
| Sant Vicenç (Cardona)                   | Sant Vicenç (Cardona)                   | Karte |              | ab dem 10. Jahrhundert  |                  |                 |
| Castell de Cardona                      | Castell de Cardona                      | Karte |              | ab dem 10. Jahrhundert  |                  |                 |
| Portal de Graells und Stadtmauer        | Portal de Graells und Stadtmauer        | Karte |              | ab dem 14. Jahrhundert  |                  |                 |
| Torre de Meer                           | Torre de Meer                           | Karte |              | 19. Jahrhundert         |                  |                 |
| BW                                      | Altstadt                                | Karte |              | Mittelalter             |                  |                 |
| Plaça del Mercat                        | Plaça del Mercat                        | Karte |              | 17. Jahrhundert         |                  |                 |
| Passadís de l’antic Hospital de Cardona | Passadís de l’antic Hospital de Cardona | Karte |              | ab 12. Jahrhundert      |                  |                 |
| Kirche Sant Miquel                      | Kirche Sant Miquel                      | Karte |              | 14. Jahrhundert         |                  |                 |
| Casa Aguilar                            | Casa Aguilar                            | Karte |              | 14. Jahrhundert         |                  |                 |
| Casa-Palau dels Gibert                  | Casa-Palau dels Gibert                  | Karte |              | 11. Jahrhundert         |                  |                 |
| Hospital de Sant Jaume                  | Hospital de Sant Jaume                  | Karte |              | 19. Jahrhundert         |                  |                 |
| Kirche Sant Joan de Bergús              | Kirche Sant Joan de Bergús              | Karte |              | 12. Jahrhundert         |                  |                 |
| El Mujalt                               | El Mujalt                               | Karte |              | 16. bis 18. Jahrhundert |                  |                 |
| Llordella                               | Llordella                               | Karte |              | 18. Jahrhundert         |                  |                 |
| Les Colònies de la Mina                 | Les Colònies de la Mina                 | Karte |              | 20. Jahrhundert         |                  |                 |
| La Coromina                             | La Coromina                             | Karte |              | ab 16. Jahrhundert      |                  |                 |
| Casc antic de la Coromina               | Casc antic de la Coromina               | Karte |              | 16. Jahrhundert         |                  |                 |
| Kapelle Sant Teobald                    | Kapelle Sant Teobald                    | Karte |              | 16. Jahrhundert         |                  |                 |
| Kirche Mare de Déu del Remei            | Kirche Mare de Déu del Remei            | Karte |              | 17. Jahrhundert         |                  |                 |
| Brücke Sant Joan                        | Brücke Sant Joan                        | Karte |              | 15. Jahrhundert         |                  |                 |
| Creu de terme de Cal Deju               | Creu de terme de Cal Deju               | Karte |              | 19. Jahrhundert         |                  |                 |
| Creu de terme de Cal Sala               | Creu de terme de Cal Sala               | Karte |              | Ende 19. Jahrhundert    |                  |                 |
| Brücke Coromina                         | Brücke Coromina                         | Karte |              | Mittelalter             |                  |                 |
| Brücke Sant Salvador                    | Brücke Sant Salvador                    | Karte |              | ab 17. Jahrhundert      |                  |                 |
| Brücke Lleura                           | Brücke Lleura                           | Karte |              | Mittelalter             |                  |                 |
| Mas del Jovellar                        | Mas del Jovellar                        | Karte |              | 16. Jahrhundert         |                  |                 |
| La Garriga                              | La Garriga                              | Karte |              | 17. Jahrhundert         |                  |                 |
| Creu de terme de Vilonès                | Creu de terme de Vilonès                | Karte |              | Ende 19. Jahrhundert    |                  |                 |
| Creu de terme de la Llordella           | Creu de terme de la Llordella           | Karte |              |                         |                  |                 |
| Creu de terme de Palà de Coma           | Creu de terme de Palà de Coma           | Karte |              | 19. Jahrhundert         |                  |                 |
| BW                                      | Kirche Sant Ramon de la Coromina        | Karte |              | ab 14. Jahrhundert      |                  |                 |